# Barbus zanzibaricus
The Zanzibar Barb (Barbus zanzibaricus) là một loài cá vây tia trong họ Cyprinidae.
Nó được tìm thấy ở Kenya và Malawi.
Các môi trường sống tự nhiên của chúng là sông và hồ nước ngọt. It is not considered a threatened species by the IUCN.